# Metropolitano de Esmirna
O metrô (português brasileiro) ou metro de Esmirna (português europeu) (em turco: İzmir Metrosu) é uma rede metropolitana (rápido trânsito em partes sobre a superfície) em Esmirna, na Turquia, que está constantemente a ser ampliado com novas estações a serem postas em serviço. A rede, constituída por uma linha, começa a partir da Estação Üçyol, em Hatay na porção sul da área metropolitana e corre no sentido nordeste para terminar em Bornova. A  linha é 11,6 km (7,2 milhas) de comprimento.
As estações são: 1) Üçyol, 2) Konak, 3) Çankaya, 4) Basmane, 5) Hilal, 6) Halkapınar, 7) Stadyum, 8) Sanayi, 9) Bölge, 10) Bornova. Uma extensão da linha entre Üçyol e Üçkuyular, que se destina a servir o sul da cidade de forma mais eficiente, está actualmente em construção.
Sobre a tarifa básica é TRL 1,25 metro, mas apenas se o TRL 0,95 Kentkart é utilizado. Cerca de 12% dos passageiros usam dinheiro para pagar e o resto usa Kentkart, 35% a taxa reduzida e 53% na taxa normal. O Metrô transporta cerca de 30 milhões de passageiros/ ano e até final de Setembro de 2005, cerca 160 milhões de passageiros tinham viajado desde a abertura, em Maio de 2000.
O mais ambicioso empreendimento que começou envolve a construção de uma nova linha de 80 km (50 mi) entre o distrito Aliaga no norte, onde há uma refinaria de petróleo e seu porto está localizado, no distrito no sul Menderes, para alcançar e servir Aeroporto Adnan Menderes. Esta nova linha terá uma conexão com a linha existente e que está prevista para ser concluída  no Outono de 2008. Terá 32 estações e compreende todo o passeio entre os dois extremos da linha vai ter apenas 86 minutos.